# Néstor Susaeta Jaurrieta
Néstor Susaeta Jaurrieta (Eibar, Guipúscoa, 11 de desembre de 1984) és un futbolista professional basc, que juga d'extrem dret al CF Rayo Majadahonda.

## Carrera
Susaeta es va formar com a jugador en les inferiors de la Reial Societat. En 2006 el conjunt Guipuscoà va cedir a Susaeta a la SD Eibar, club de la seva ciutat natal. A l'any següent va ser cedit a la UD Salamanca, amb els qui va disputar 21 trobades de Segona Divisió. Després de tornar d'aquesta cessió, els donostiarres van decidir no renovar el seu contracte. En la campanya següent va ser contractat per l'Athletic de Bilbao, qui va decidir emprar al jugador per al seu equip filial. Al no quallar en la plantilla bilbaina, l'Athletic li va atorgar la carta de llibertat i va fitxar per l'Alcorcón. Abans de recalar en el club madrileny, Susaeta va decidir fer una prova per jugar al Hamilton Academical d'Escòcia, on finalment no va ser seleccionat. En l'Agrupación Deportiva Alcorcón va ser un dels principals jugadors de la plantilla, i un dels artífexs de la classificació pels playoff d'ascens del conjunt del sud de Madrid en la temporada 2008-09. La seva actuació va destacar pel Rayo Vallecano, qui va fitxar a la fi de campanya al jugador basc per debutar en el 2009-10.
El 3 de gener del 2012 es va desvincular del Rayo Vallecano i va fitxar pel Football Club Lausanne-Sport de la primera divisió suïssa.
El 12 juliol 2012 fitxa pel Club Deportivo Guadalajara de la 2a divisió espanyola. El seu contracte s'estén per dues temporades, fins al 30 de juny de 2014.